# 岩手県道297号花巻停車場花巻温泉郷線
岩手県道297号花巻停車場花巻温泉郷線（いわてけんどう297ごう はなまきていしゃじょうはなまきおんせんきょうせん）は、岩手県花巻市を通る一般県道である。

## 概要
岩手県道116号花巻停車場線の一部区間と岩手県道123号花巻温泉郷線の全区間が2015年（平成27年）4月に統合され、再認定された県道である。台温泉付近から鉛温泉付近にかけて通行不能区間が存在する。

### 路線データ
- 起点：花巻市大通り一丁目215番地先[2]（花巻駅前）
- 終点：花巻市鉛字西鉛4番4地先[2]（県道12号交点）
- 実延長：10,594.3m[2]
- 通行不能区間：花巻市台第1地割192番11地先から花巻市鉛字館113番1地先まで[2]

## 歴史
- 2015年（平成27年）4月1日 - 県道に認定される[1]。

## 路線状況

### 重複区間
- 岩手県道37号花巻平泉線：花巻市湯本第1地割 - 花巻市台第4地割

## 地理

### 通過する市町村
- 花巻市

### 交差・接続する道路
- 岩手県道103号花巻和賀線（花巻市大通り一丁目）
- 岩手県道13号盛岡和賀線（花巻市椚ノ目第3地割）
- 岩手県道37号花巻平泉線・平泉方面（花巻市台第4地割）
- 岩手県道37号花巻平泉線・国道4号方面（花巻市湯本第1地割）
- 岩手県道12号花巻大曲線（花巻市鉛字西鉛）